# Violetkeelglansstaartkolibrie
De violetkeelglansstaartkolibrie (Metallura baroni) is een vogel uit de familie Trochilidae (kolibries). Deze kolibrie werd in 1893 geldig beschreven door de Britse dierkundige Osbert Salvin, die deze vogel heeft genoemd naar de ontdekker, de Duitse ornitholoog Oscar Theodor Baron. Het is een bedreigde, endemische vogelsoort in Ecuador.

## Kenmerken
De vogel is 10 tot 11 cm lang. Beide geslachten zijn overwegend donker olijfgroen gekleurd van boven en hebben een rechte, zwarte snavel. Het mannetje is ook olijfgroen op buik en borst, maar heeft een paars gekleurde keel. De staart is van boven hemelsblauw gekleurd en van onder geelgroen. Het vrouwtje heeft grijze en donkergroene vlekjes op borst en buik.

## Verspreiding en leefgebied
Deze soort is endemisch in de provincies Azuay en Cañar in het zuiden van Ecuador in de westelijke bergketens van de Andes. Het leefgebied bestaat uit montaan bos in het hooggebergte tussen de 3100 en 4000 m boven zeeniveau.

## Status
De violetkeelglansstaartkolibrie heeft een beperkt verspreidingsgebied en daardoor is de kans op uitsterven aanwezig. De grootte van de populatie werd in 2016 door BirdLife International geschat op 600 tot 1700 volwassen individuen en de populatie-aantallen nemen af door habitatverlies. Het leefgebied wordt aangetast door ontbossing, waarbij natuurlijk bos in brand wordt gestoken en omgezet in gebied dat geschikt is voor beweiding; dit proces is al honderden jaren aan de gang, waardoor het oorspronkelijke leefgebied steeds verder verschrompelt. Om deze redenen staat deze soort als bedreigd op de Rode Lijst van de IUCN.